# Работьковский сельсовет
Рабо́тьковский сельсове́т — упразднённая административно-территориальная единица, существовавшая в составе Дмитровского района Орловской области до 1954 года.
Административным центром было село Работьково.

## География
Располагался на севере района. Граничил с Бородинским сельсоветом, а также Шаблыкинским и Сосковским районами.

## История
Образован в первые годы советской власти. По состоянию на 1926 год входил в состав Волконской волости Дмитровского уезда. С 1928 года в составе Дмитровского района. Упразднён 17 июня 1954 года путём присоединения к Бородинскому сельсовету.

## Населённые пункты
Ниже приведён список населённых пунктов сельсовета по состоянию на 1926 год:
| №  | Населённый пункт    | Тип населённого пункта |
| -- | ------------------- | ---------------------- |
| 1  | Работьково          | село, администр. центр |
| 2  | Берёзовая Посадка   | посёлок                |
| 3  | Берёзовка           | деревня                |
| 4  | Весёлый Уголок      | посёлок                |
| 5  | Водочский           | посёлок                |
| 6  | Михайло-Костеевский | посёлок                |
| 7  | Новая Берёзовка     | посёлок                |
| 8  | Новый Пруд          | посёлок                |
| 9  | Собачевка           | посёлок                |
| 10 | Спорный             | посёлок                |